# آماندا دوژ
آماندا دوژ (انگلیسی: Amanda Douge؛ زادهٔ دسامبر ۱۹۷۶) بازیگر اهل استرالیا است. وی از سال ۱۹۹۱ میلادی تاکنون مشغول فعالیت بوده‌است.
از فیلم‌ها یا مجموعه‌های تلویزیونی که وی در آن‌ها نقش داشته‌است، می‌توان به تا آنکه صداهای انسانی ما را بیدار کنند، رودخانه برفی، مأموران مخفی پلیس، اسب‌بازی و پوآرو اشاره نمود.